# Tom Savini
Tom Savini, född 3 november 1946 i Pittsburgh, Pennsylvania, USA, är en prisbelönad Italiensk-amerikansk skådespelare, stuntman, filmregissör samt specialeffekts- och makeup-artist. Han är främst känd för sitt arbete med Living Dead-filmerna av George A. Romero, såväl som Fredagen den 13:e, Creepshow och Maniac. Han regisserade också nyinspelningen av Night of the Living Dead från 1990. Han spelade också rollen Sex Machine i Robert Rodriguez/Quentin Tarantino-filmen From Dusk Till Dawn. Medverkar också i Robert Rodriguez filmer Planet Terror, Machete och Machete Kills.
Han repriserade sin roll som Blades från 1978 års Dawn of the Dead med en cameoroll i Land of the Dead från 2005.

## Filmografi i urval
- Dawn of the Dead
- Fredagen den 13:e (1980)
- Maniac
- MC-riddarna
- Creepshow
- Fredagen den 13:e del 4
- Day of the Dead
- Motorsågsmassakern 2
- Ett experiment i skräck
- Red Scorpion
- Oskyldigt blod
- Killing Zoe
- Necronomicon
- Simpsons, Worst Episode Ever